# 18HT
Die 18HT (18 High-Tech) ist eine offene Konstruktionsklasse für Sport-Katamarane. Die zweihand gesegelten Boote zeichnen sich durch ihr leichtes Gewicht, ihr hohes Geschwindigkeitspotenzial und durch die Verwendung modernster Materialien aus.
18HT werden oft auch als A-Cat für zwei Personen bezeichnet.

## Geschichte
Der Grundgedanke bezog sich auf die Geschwindigkeit. Die Katamarane der X-Klasse sollten schnell und einfach sein. 1990 entstand bei Raymond Cattin aus Biel (mehrfacher Champion auf Hobie und Tornado) die Idee einen massgeschneiderten Sport-Katamaran zu bauen, ohne auf die oft allzu eingeschränkten Klassenvermessungsregeln zu achten. Die Maximallänge von 20 bis 21 Fuß erschien zwingend, dies sowohl im Hinblick auf den Transport, als auch auf Lagermöglichkeiten im Winter.
Die Geschichte nahm 1990 mit dem 6,5 Hurricane Olma von Reg White ihren Lauf. Unter dem starken Eindruck, den der neue Ventilo 20 von Christian Favre und Gino Morelli hinterließ, keimte die Idee, einen schnellen Katamaran zu bauen, der sich ohne Demontage trailern ließ. 1995 reduzierte Christian Favre die Breite des Ventilo 20 von 3 auf 2,5 Meter. Da es damals für dieses Schiff noch kein Rigg aus kohlenstofffaserverstärktem Kunststoff (KFK) gab, nahm er einen 10-m-Hobie-Miracle-Mast.
Das Boot war auf allen Kursen sehr schnell, jedoch machte der A-Cat auf Amwind-Kursen immer noch deutlich mehr Geschwindigkeit. Das A-Cat-Segel von Giorgio Zuccoli wurde auf den Ventilo hochgerechnet, und so gewann 1996 dieser High-Tech Ventilo die Multilario auf dem Comersee vor über 80 anderen Booten.
Nach diversen Tests und einigen Mastbrüchen baute das schwedische Unternehmen Marström zwei neue, steifere Masten, und Christian Favre konstruierte dazu zwei neue Rümpfe aus KFK, die jeweils 15 Kilogramm leichter waren als ihre Vorgänger. Getrimmt wurde der neue Ventilo mit Hilfe von GPS. Der Ventilo war ein schneller Katamaran. Bei praktisch jedem Rennen ließ er die Konkurrenz hinter sich, was dazu führte, dass er vom F20-Verband aus der Klasse gewiesen wurde.
Die verschiedenen Entwickler ließen nicht locker und wollten das Boot weiterentwickeln. Das Ziel war es, den schnellsten je gebauten 20-Fuß-Katamaran zu entwerfen. Aus diesem Grund wurden die Boote wieder auf 2,70 und 3,05 m verbreitert.
Aus dieser Entwicklung heraus, gemischt mit den breiten Erfahrungen, die man aus der A-Cat Szene hatte, entstanden schließlich die neuen 18HT Katamarane.

## Hersteller
- Bimare (Italien)
- Eagle (Deutschland)
- Stealth (UK)
- Tomcat (Frankreich)
- Ventilo (Schweiz)